# Herman Cosijns
Herman Cosijns (1948) is een Belgisch rooms-katholiek kanunnik. Hij was van 2011 tot 2023 secretaris-generaal van de Belgische Bisschoppenconferentie.

## Levensloop
Herman Cosijns was deken van de Onze-Lieve-Vrouwekerk in Laken en tot 2019 rector van de Nationale Basiliek van het Heilig Hart in Koekelberg.
In 2010 werd hij tijdelijk bisschoppelijk vicaris voor het vicariaat Brussel in opvolging van Jozef De Kesel. Tot augustus 2020 was hij tevens directeur van het Interdiocesaan Centrum in Brussel. Hij werd opgevolgd door Paul Delva. Verder is hij medeoprichter en coördinator van de reflectiegroep Sociale Huisvesting van het project Bethlehem en lid van de adviesraad van KADOC (KU Leuven)
In september 2011 werd Cosijns secretaris-generaal van de Belgische Bisschoppenconferentie. Hij volgde Etienne Quintiens op. In maart 2023 ging hij met emeritaat. Bruno Spriet volgde hem op.
In december 2014 zorgde hij voor ophef in het Vlaams Parlement door te verklaren dat het fout was te spreken van gedwongen adopties tijdens een hoorzitting over de problematiek van gedwongen adopties uit het verleden.

## Poverello
Liefdadigheidsorganisatie Poverello kwam in december 2021 in opspraak toen onderzoek van journalisten van RTBF en de tijdschriften Knack en Le Vif aantoonde dat de vzw in 2019 dankzij de vele schenkingen en lebaten van de voorbije jaren op een verborgen rekening een reserve van 14 miljoen euro aan liquide middelen had verzameld, maar het aantal aangeboden bedden in het hele land beperkt bleef tot beneden de honderd. Poverello heeft ook een aanzienlijk vastgoedimperium (geschat op meer dan 50 miljoen euro) uitgebouwd met onder meer maneges, oude kloostercomplexen (Damiaanklooster in Kortrijk) en oude kerkgebouwen (Sint-Coletakerk in Gent). De directie erkende dat de "oorlogskas" groot was, maar wel nodig om alle gebouwen te renoveren.